# Ротор (завод)

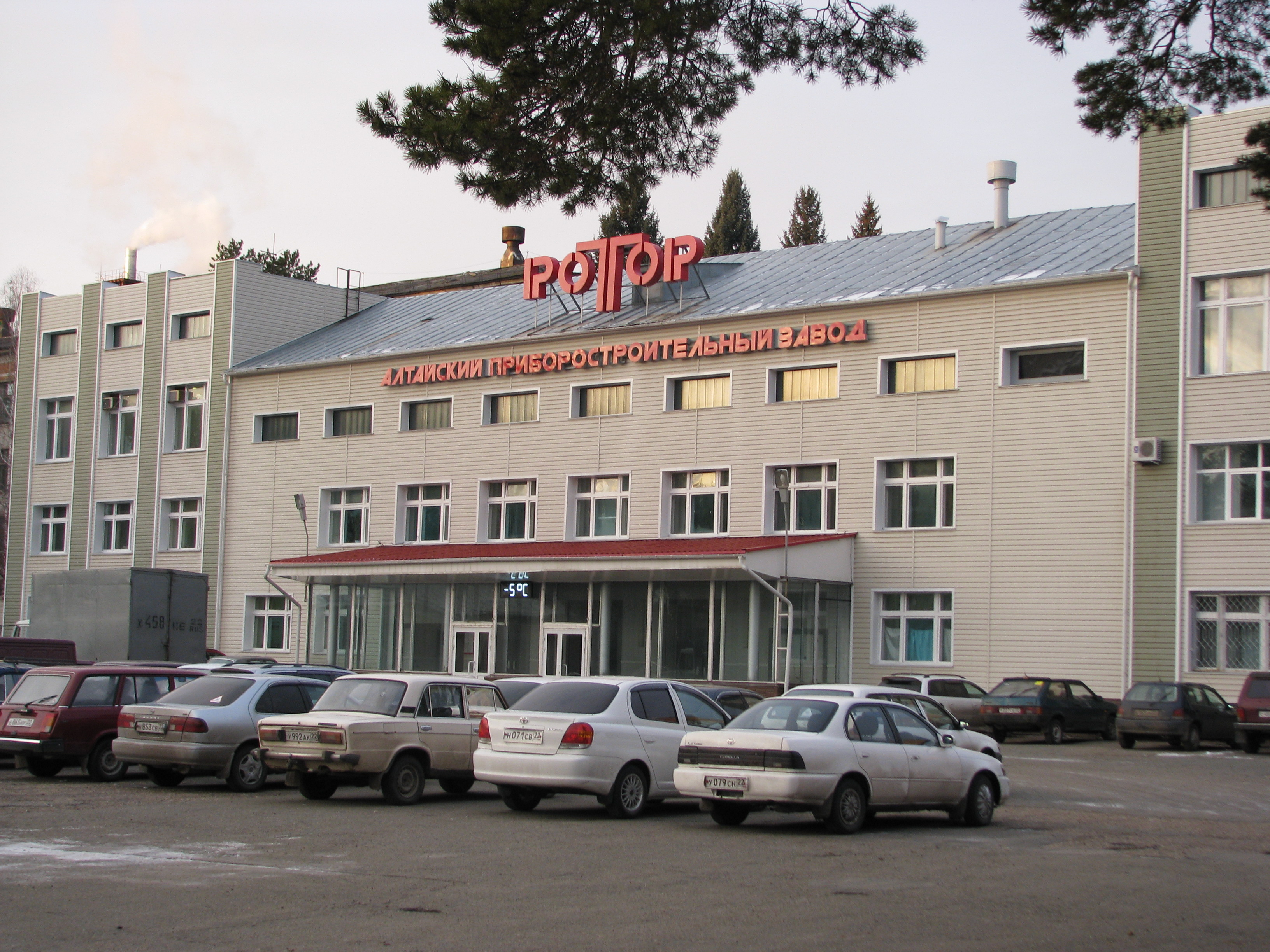
Алтайский приборостроительный завод «Ротор»

Алта́йский приборострои́тельный заво́д «Ро́тор» — промышленное предприятие в Барнауле. Указом Президента РФ № 1009 от 4.08.2004г. вошло в число стратегических оборонных предприятий. 
Предприятие расположено в барнаульском ленточном бору, между поселками Борзовая Заимка и Южный. Последний был построен специально для работников завода в 60-70-е годы. Вопреки распространённому мнению, что часть цехов завода находится под землёй, это не соответствует действительности. Существуют только подземные транспортные переходы между некоторыми цехами, используемые для того, чтобы при межцеховой транспортировке изделий, они не подвергались внешним климатическим воздействиям.

## История
Завод «Ротор» в Барнауле был создан в 1959 году и до 1965 года носил название Алтайского электромеханического, а в 1973—1996 годах — Алтайского приборостроительного завода имени 50-летия СССР.
Основное назначение предприятия в советское время — производство продукции военно-промышленный комплекса (выпуск сложных электромеханических и электронных приборов и систем). В 1965 году «Ротор» перешёл в ведение Министерства судостроительной промышленности СССР и производил сложное навигационное оборудование, приборы для речных и морских судов, в том числе для ледоколов.
С 1984 года часть производственных мощностей были переведены на выпуск товаров народного потребления — кухонных комбайнов, кофемолок, насосов и т. д.
Руководители:
- 1961-1983 Анатолий Иванович Чепурко
- 1983-1989 Анатолий Григорьевич Плужников
- 1989-2001 Калачёв Вячеслав Васильевич
- 2001-2016 Владимир Викторович Коновалов
- с 2016 Максим Владимирович Коновалов

## Продукция
Сегодня Алтайский приборостроительный завод «Ротор» продолжает заниматься заказами Министерства обороны РФ, а также производит мясорубки, электросушилки,зернодробилку, сепаратор, компрессоры, медицинское оборудование.